# Lagoa da Rosada

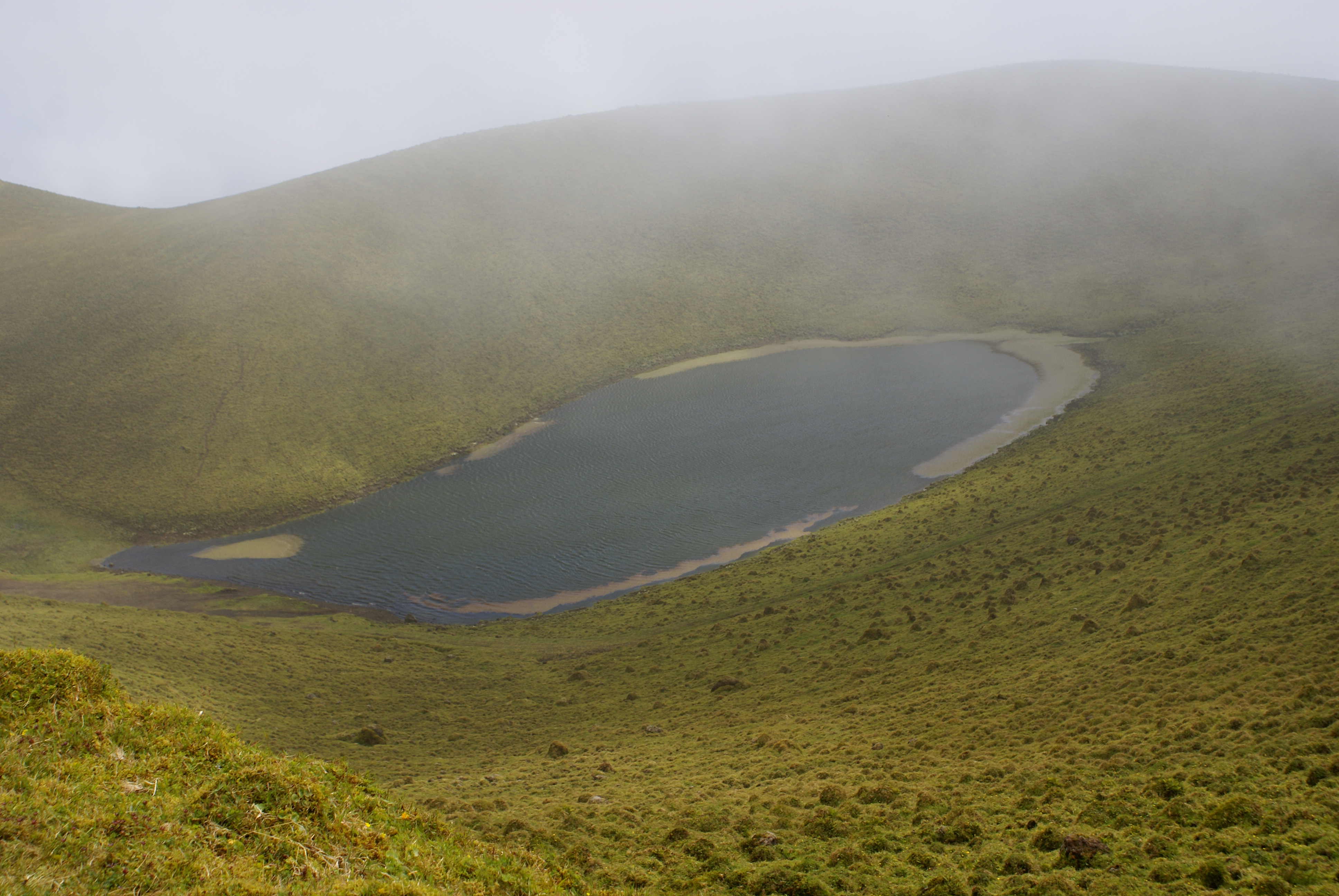
Lagoa Rosada por entre as brumas.

A Lagoa da Rosada é uma lagoa portuguesa, localizada na ilha açoriana do Pico, município das São Roque do Pico, arquipélago dos Açores.
Esta lagoa encontra-se nas proximidades da Lagoa do Ilhéu, e da Lagoa do Peixinho debaixo da influência das elevações da Chã do Pelado, da Lomba do Cácere e do Cabeço do Padre Glória a uma altitude que ronda os 900 metros, encontra-se alojada numa cratera vulcânica derivada da europção de cone de escórias, é rodeada por uma vegetação endémica típica da macaronésia e extensas pastagens.